# United States House Committee on Energy and Commerce

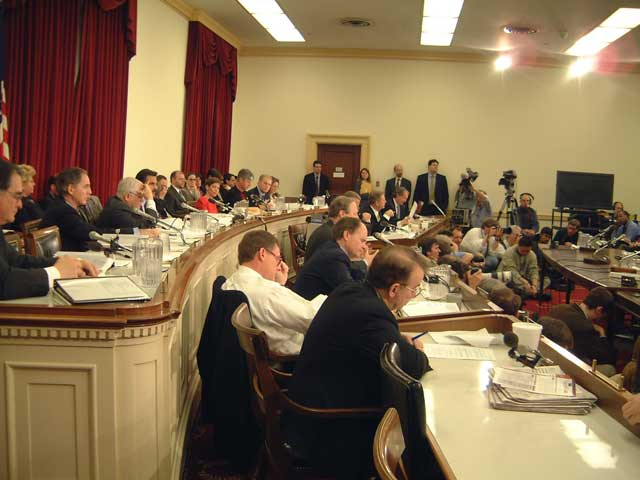
Sitzung des Subcommittee on Oversight and Investigations des Committee on Energy and Commerce während des 107. Kongresses (Januar 2002)

Das United States House Committee on Energy and Commerce ist ein ständiger Ausschuss des Repräsentantenhauses der Vereinigten Staaten. Er wurde 1795 als Committee on Commerce and Manufactures gegründet und ist damit einer der ältesten Ausschüsse des Repräsentantenhauses. Derzeitige Vorsitzende ist Cathy Anne McMorris Rodgers (R-WA), Oppositionsführer (Ranking Member) ist Frank Pallone (D-NJ).

## Aufgabenbereich
Der Ausschuss hat einen der weitreichendsten Aufgabenbereiche aller Kongressausschüsse. Es ist verantwortlich für die Aufsicht in folgenden Bereichen: Energieversorgung, Gesundheitssystem, nationaler und internationaler Handel, Verbraucherangelegenheiten und -schutz, biomedizinische Forschung und Entwicklung, Telekommunikation, Reise und Tourismus, Medikamenten- und Nahrungsmittelüberwachung, sowie Reinhaltung der Umwelt.

## Mitglieder im 118. Kongress

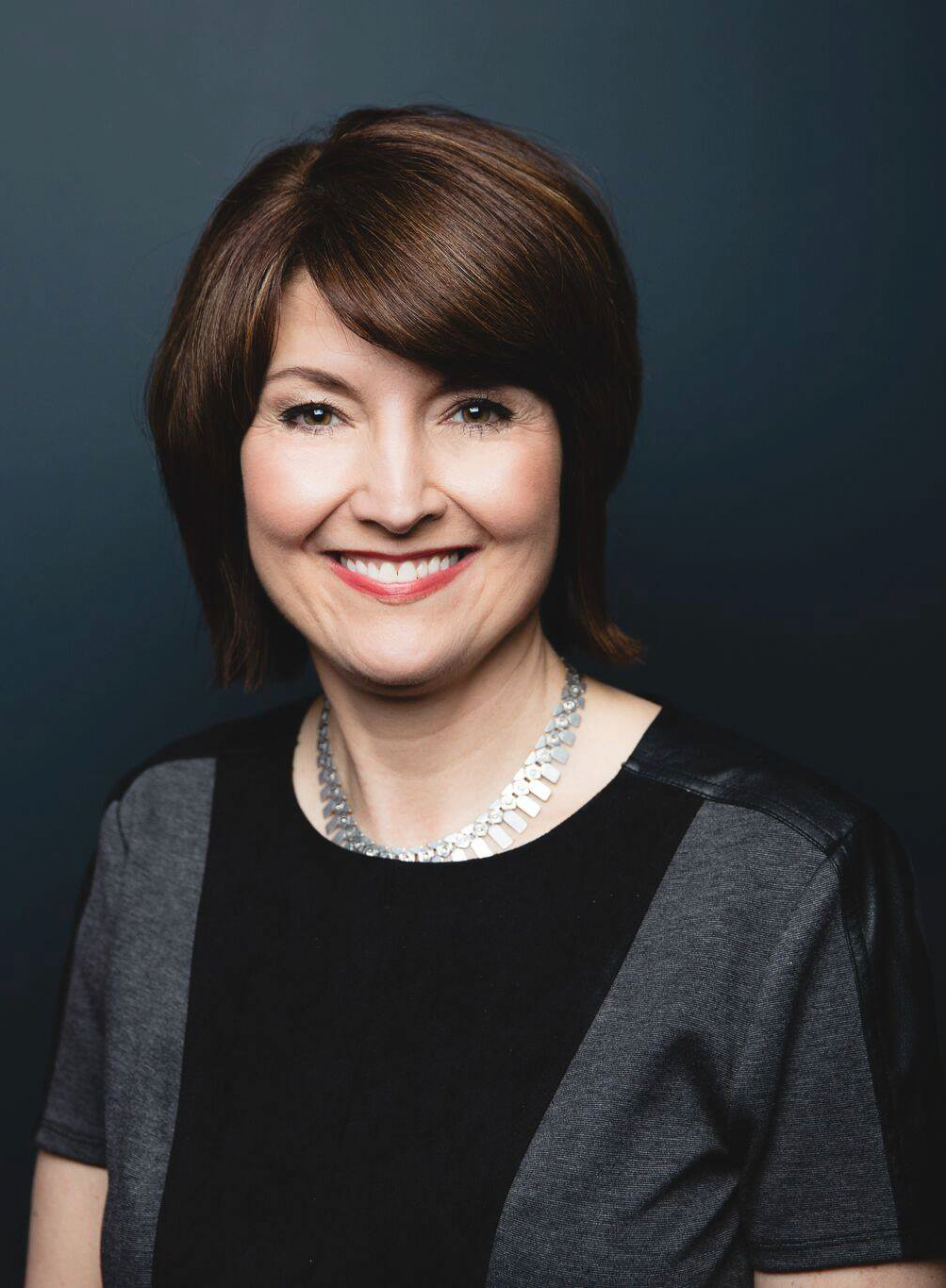
Cathy Anne McMorris Rodgers, die derzeitige Vorsitzende des Ausschusses.

Im 118. Kongress besteht der Ausschuss aus 29 Republikanern und 23 Demokraten. Es gibt sechs Unterausschüsse (Subcommittees).
| Republikaner | Demokraten |
| --- | --- |
| - Cathy Anne McMorris Rodgers, Chairman - Michael Clifton Burgess - Robert Edward Latta - Steven Brett Guthrie - Howard Morgan Griffith - Gus Michael Bilirakis - William Leslie Johnson - Larry Dean Bucshon - Richard Lane Hudson - Timothy Lee Walberg - Earl Leroy Carter - Jeffrey Darren Duncan - Gary James Palmer - Neal Patrick Dunn - John Ream Curtis - Debra Kay Lesko - Gregory Joseph Pence - Daniel Reed Crenshaw - John Patrick Joyce - Kelly Michael Armstrong - Randell Keith Weber senior - Richard Wayne Allen - William Troy Balderson - Russell Mark Fulcher - August Lee Pfluger II - Diana Lynn Harshbarger - Mariannette Jane Miller-Meeks - Kathryn C. Cammack - Jay Phillip Obernolte | - Frank Joseph Pallone Jr., Ranking Member - Anna A. Georges Eshoo - Diana Louise DeGette - Janice Danoff Schakowsky - Doris Okada Matsui - Katherine Anne Castor - John Peter Spyros Sarbanes - Paul David Tonko - Yvette Diane Clarke - Antonio Cárdenas - Raul Ruiz - Scott Harvey Peters - Deborah Ann Dingell - Marc Allison Veasey - Ann McLane Kuster - Robin Lynne Kelly - Nanette Diaz Barragán - Lisa Blunt Rochester - Darren Michael Soto - Angela Dawn Craig - Kimberly Merle Schrier - Lori Ann Loureiro Trahan - Elizabeth Ann Pannill Fletcher |

### Unterausschüsse
| Subcommittee                                       | Übersetzung                                 | Chair (Vorsitz)        | Ranking Member           |
| -------------------------------------------------- | ------------------------------------------- | ---------------------- | ------------------------ |
| Communications and Technology                      | Kommunikation und Technologie               | Robert Edward Latta    | Doris Okada Matsui       |
| Energy, Climate, and Grid Security                 | Energie, Klima und Netzsicherheit           | Jeffrey Darren Duncan  | Diana Louise DeGette     |
| Environment, Manufacturing, and Critical Materials | Umwelt, Fertigung und kritische Materialien | William Leslie Johnson | Paul David Tonko         |
| Health                                             | Gesundheit                                  | Steven Brett Guthrie   | Anna A. Georges Eshoo    |
| Innovation, Data, and Commerce                     | Innovation, Daten und Handel                | Gus Michael Bilirakis  | Janice Danoff Schakowsky |
| Oversight and Investigations                       | Aufsicht und Untersuchungen                 | Howard Morgan Griffith | Katherine Anne Castor    |

## Mitglieder im 117. Kongress

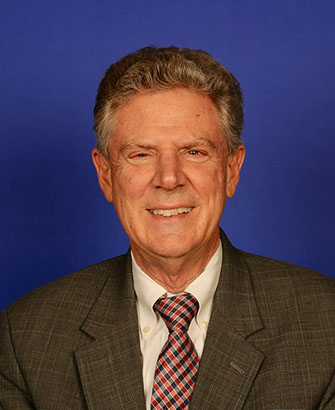
Frank Joseph Pallone Jr., der Vorsitzende des Ausschusses im 117. Kongress.

Im 117. Kongress bestand der Ausschuss aus 32 Demokraten und 26 Republikanern. Es gab sechs Unterausschüsse (Subcommittees).
| Demokraten | Republikaner |
| --- | --- |
| - Frank Joseph Pallone Jr., Chairman - Bobby Lee Rush - Anna A. Georges Eshoo - Diana Louise DeGette - Michael F. Doyle - Janice Danoff Schakowsky - George Kenneth Butterfield - Doris Okada Matsui - Katherine Anne Castor - John Peter Spyros Sarbanes - Gerald Mark McNerney - Peter Francis Welch - Paul David Tonko - Yvette Diane Clarke - Walter Kurt Schrader - Antonio Cárdenas - Raul Ruiz - Scott Harvey Peters - Deborah Ann Dingell - Marc Allison Veasey - Ann McLane Kuster - Robin Lynne Kelly - Nanette Diaz Barragán - Aston Donald McEachin - Lisa Blunt Rochester - Darren Michael Soto - Thomas C. O’Halleran - Kathleen Maura Rice - Angela Dawn Craig - Kimberly Merle Schrier - Lori Ann Loureiro Trahan - Elizabeth Ann Pannill Fletcher | - Cathy McMorris Rodgers, Ranking Member - Frederick Stephen Upton - Michael Clifton Burgess - Stephen Joseph Scalise - Robert Edward Latta - Steven Brett Guthrie - David B. McKinley - Adam Daniel Kinzinger - Howard Morgan Griffith - Gus Michael Bilirakis - William Leslie Johnson - William Hollis Long II - Larry Dean Bucshon - Markwayne Mullin - Richard Lane Hudson - Timothy Lee Walberg - Earl Leroy Carter - Jeffrey Darren Duncan - Gary James Palmer - Neal Patrick Dunn - John Ream Curtis - Debra Kay Lesko - Gregory Joseph Pence - Daniel Reed Crenshaw - John Patrick Joyce - Kelly Michael Armstrong |

### Unterausschüsse
| Subcommittee                   | Übersetzung                 | Chair (Vorsitz)          | Ranking Member          |
| ------------------------------ | --------------------------- | ------------------------ | ----------------------- |
| Communications & Technology    | Kommunikation & Technologie | Michael F. Doyle         | Robert Edward Latta     |
| Consumer Protection & Commerce | Verbraucherschutz & Handel  | Janice Danoff Schakowsky | Gus Michael Bilirakis   |
| Energy                         | Energie                     | Bobby Lee Rush           | Frederick Stephen Upton |
| Environment & Climate Change   | Umwelt & Klimawandel        | Paul David Tonko         | David B. McKinley       |
| Health                         | Gesundheit                  | Anna A. Georges Eshoo    | Steven Brett Guthrie    |
| Oversight & Investigations     | Aufsicht & Untersuchungen   | Diana Louise DeGette     | Howard Morgan Griffith  |